# 牟田清司
牟田 清司（むた きよし）は、日本のアニメーター、キャラクターデザイナー。

## 人物
トムス・エンタテインメントの作品に関わることが多い。
『名探偵コナン』では、1996年の放送開始当初から携わっており、劇場版ではほとんどの作品で作画監督等を勤めている。テレビ版では、長らく原画のみであったが、2004年から不定期に作画監督、2008年からはOP、EDの作画監督も務めるようになった。さらに2011年からはキャラクターデザインも担当し、『名探偵コナン』において重要な立場にある人物である。曲線や直線を効果的に使い分け、バランスのとれた整った絵柄が特徴。

## 参加作品

### テレビアニメ
- 宇宙空母ブルーノア（1979 - 1980年）作画
- がんばれ元気（1980年 - 1981年）原画
- タイガーマスク二世（1981年 - 1982年）原画
- じゃりン子チエ （1981年 - 1983年）原画
- まいっちんぐマチコ先生 （1981年 - 1983年）原画
- 戦闘メカ ザブングル （1982年 - 1983年）原画
- スペースコブラ （1982年 - 1983年）原画
- 装甲騎兵ボトムズ （1983年 - 1984年）原画
- キャッツ・アイ （1983年 - 1985年）原画
- ルパン三世 PARTIII （1984年 - 1985年）原画
- ゴッドマジンガー （1984年）原画
- ルパン三世 バイバイ・リバティー・危機一発! （1989年）原画
- ルパン三世 ヘミングウェイ・ペーパーの謎 （1990年）原画
- ルパン三世 ナポレオンの辞書を奪え （1991年）原画
- 緊急発進セイバーキッズ （1991年 - 1992年）作画監督
- ルパン三世 ルパン暗殺指令 （1993年）原画
- とっても!ラッキーマン （1994年-1995年）原画
- 魔法騎士レイアース （1994年 - 1995年）原画
- ルパン三世 ハリマオの財宝を追え!! （1995年）原画
- シティーハンター ザ・シークレット・サービス （1995年）原画
- バーチャファイター （1995年 - 1996年）作画監督
- ふしぎ遊戯 （1995年 - 1996年）原画
- ルパン三世 トワイライト☆ジェミニの秘密 （1996年）原画
- B'T X （1996年）原画
- 名探偵コナン （1996年 - ）キャラクターデザイン（5代目･2011年 - 2012年※須藤昌朋と連名）、サブキャラクターデザイン、総作画監督、作画監督、作画監修、チーフアニメーター、キーアニメーター、原画、OP作画監督、ED作画監督、OP作画監督補佐、ED作画監督補佐、OP原画、ED原画
- 機動戦艦ナデシコ （1996年 - 1997年）原画
- ルパン三世 炎の記憶〜TOKYO CRISIS〜 （1998年）原画
- ルパン三世 愛のダ・カーポ〜FUJIKO'S Unlucky Days〜 （1999年）原画
- ルパン三世 1$マネーウォーズ （2000年）原画
- PROJECT ARMS （2001年 - 2002年）原画
- 京極夏彦 巷説百物語 （2003年）原画
- 高橋留美子劇場 （2003年）原画
- ポポロクロイス （2003年 - 2004年）OP原画
- ソニックX （2003年 - 2004年）OP・ED原画
- 史上最強の弟子ケンイチ （2006年 - 2007年）原画、作画監督補佐
- まじっく快斗 （2011年 - ）キャラクターデザイン （2代目 ※須藤昌朋と連名）、OP作画監督
- ルパン三世 東方見聞録 〜アナザーページ〜 （2012年）総作画監督補
- 名探偵コナン コナンと海老蔵 歌舞伎十八番ミステリー（2016年）作画監修

### OVA
- X電車で行こう （1987年）原画
- 学園特捜ヒカルオン （1987年）原画
- 2001夜物語 （1987年）原画
- うしおととら （1992年 - 1993年）原画
- キャシャーン （1993年）原画
- 青山剛昌短編集 （1999年）原画
- 青山剛昌短編集2 （1999年）原画
- ルパン三世 生きていた魔術師 （2002年）原画

### 劇場アニメ
- ルパン三世 バビロンの黄金伝説 （1985年）原画
- 時空の旅人 （1986年）原画
- ゴキブリたちの黄昏 （1987年）原画
- AKIRA （1988年）原画
- 銀河英雄伝説 わが征くは星の大海 （1988年）原画
- ぽこぽんのゆかいな西遊記（1990年）原画
- それいけ!アンパンマン リリカル☆マジカルまほうの学校 (1994年) 原画
- ルパン三世 DEAD OR ALIVE （1996年）原画
- 劇場版名探偵コナンシリーズ （1997年 - ）
  - 名探偵コナン 時計じかけの摩天楼 （1997年）作画監督、原画
  - 名探偵コナン 14番目の標的 （1998年）作画監督、レイアウト、原画
  - 名探偵コナン 世紀末の魔術師 （1999年）原画
  - 名探偵コナン 瞳の中の暗殺者 （2000年）レイアウト、原画
  - 名探偵コナン 天国へのカウントダウン （2001年）原画
  - 名探偵コナン ベイカー街の亡霊 （2002年）作画監督補、レイアウト、原画
  - 名探偵コナン 迷宮の十字路 （2003年）作画監督補、原画
  - 名探偵コナン 銀翼の奇術師 （2004年）作画監督補、レイアウトチェッカー、原画
  - 名探偵コナン 水平線上の陰謀 （2005年）作画監督補、レイアウトチェッカー、原画
  - 名探偵コナン 探偵たちの鎮魂歌 （2006年）作画監督補、レイアウトチェッカー、メカデザイン、原画
  - 名探偵コナン 紺碧の棺 （2007年）作画監督補、レイアウトチェッカー、メカデザイン、原画
  - 名探偵コナン 戦慄の楽譜 （2008年）作画監督補、レイアウトチェッカー、メカデザイン、原画
  - 名探偵コナン 漆黒の追跡者 （2009年）作画監督補、レイアウトチェッカー、原画
  - 名探偵コナン 天空の難破船 （2010年）作画監督
  - 名探偵コナン 沈黙の15分 （2011年）作画監督、原画
  - 名探偵コナン 11人目のストライカー （2012年）総作画監督補
  - 名探偵コナン 絶海の探偵 （2013年）作画監督、原画
  - 名探偵コナン 異次元の狙撃手 （2014年）作画監督
- ルパン三世VS名探偵コナン THE MOVIE （2013年）作画監督